# Turul României 2013
Turul României 2013 a fost cea de-a 50-a ediție a Turului României, numit și „Mica Buclă”. Aceasta s-a desfășurat pe un traseu de 1.207 km, împărțit în a șase etape și un prolog, ce a pornit de la Marghita și s-a încheiat la București, și a fost câștigată de ucraineanul Vitaliy Buts de la echipa Kolss Cycling Team.

## Tricouri distinctive
- Tricoul galben – liderul clasamentului general (pe timp)
- Tricoul alb – cel mai combativ ciclist (liderul clasamentului pe puncte acordate la finalurile de etapă)
- Tricoul verde – cel mai bun cățărător (liderul clasamentului pe puncte al cățărărilor)
- Tricoul roșu – cel mai bun sprinter (liderul clasamentului sprinturilor intermediare)
- Tricoul albastru – cel mai bun român (în clasamentul pe timp)
- Tricoul tricolor – cel mai bun tânăr român (în clasamentul pe timp)

## Echipe
| - România Lotul Național Dinamo Mazicon Petrolul Ploiești Tușnad Cycling Team (Ct) - Bulgaria Lotul Național Hemus 1896 Troyan - Ecuador RPM Team Ecuador - Germania Team Ur-Krostitzer-Univega | - Grecia Tableware (Ct) - Italia Cycling Team Friuli Vini Fantini Italia (Ct) - Moldova Lotul Național - Olanda Ruiter Dakkapellen Wieleream Wilton Care4Bikes - Turcia Brisasport | - Ucraina Kolss Cycling Team (Ct) - Ungaria Utensilnord ora24.eu (Ct) |

## Clasamente
| Etapa | Câștigător         | Lider la general  | Cel mai combativ | Cel mai bun cățărător | Cel mai bun sprinter | Cel mai bun român | Cel mai bun tânăr | Clasament echipe   |
| ----- | ------------------ | ----------------- | ---------------- | --------------------- | -------------------- | ----------------- | ----------------- | ------------------ |
| P     | Kolss Cycling Team | Mihailo Kononenko |                  |                       |                      |                   |                   | Kolss Cycling Team |
| 1     | Bolzan Riccardo    | Vitaliy Buts      | Ricardo Bolzan   | Der Zsolt             | Henner Rodel         | Oleg Bedros       | Bogdan Coman      | Brisasport         |
| 2     | Georgios Bouglas   | Vitaliy Buts      | Georgios Bouglas | Victor De La Parte    | Abel Kenyeres        | Oleg Bedros       | Eduard Grosu      |                    |
| 3     | Eduard Grosu       | Vitaliy Buts      | Ivan Stevic      | Victor De La Parte    | Stefan Gaebel        | Oleg Bedros       | Eduard Grosu      |                    |
| 4     | Vitaliy Buts       | Vitaliy Buts      | Eric Baumann     | Victor De La Parte    | Henner Rodel         | Oleg Bedros       | Eduard Grosu      |                    |
| 5     | Georgios Bourgas   | Vitaliy Buts      | Georgios Bourgas | Victor De La Parte    | Henner Rodel         | Oleg Bedros       | Eduard Grosu      |                    |
| 6     | Anulată            | Anulată           | Anulată          | Anulată               | Anulată              | Anulată           | Anulată           | Anulată            |

## Etape

### Prolog
Duminică, 30 iunie: Marghita, contratimp echipe, 16 km
Clasament prolog
|    | Echipa                             | Timpul  | Diferența |
| -- | ---------------------------------- | ------- | --------- |
| 1  | Kolss Cycling Team (UKR)           | 16:52,9 |           |
| 2  | Tușnad Cycling Team (ROM)          | 17:00,0 | 00:07,1   |
| 3  | Utensilnord ora24.eu (HUN)         | 17:12,1 | 00:19,3   |
| 4  | Brisasport (TUR)                   | 17:26,6 | 00:33,7   |
| 5  | Cycling Team Friulli (ITA)         | 17:30,6 | 00:37,7   |
| 6  | Tableware (GRE)                    | 17:35,8 | 00:42,9   |
| 7  | România (ROM)                      | 17:49,0 | 00:56,1   |
| 8  | Team Ur-Krostitzer-Univega (GER)   | 17:53,3 | 01:00,4   |
| 9  | Vini Fantini Italia (ITA)          | 18:01,4 | 01:08,5   |
| 10 | Bulgaria (BUL)                     | 18:08,5 | 01:15,6   |
| 11 | Ruiter Dakkapellen Wieleream (NED) | 18:16,7 | 01:23,8   |
| 12 | RPM Team Ecuador (ECU)             | 18:19,8 | 01:26,9   |
| 13 | Dinamo Mazicon (ROM)               | 18:22,9 | 01:30,0   |
| 14 | Petrolul Ploiești (ROM)            | 18:34,7 | 01:41,8   |
| 15 | Wilton Care4Bikes (NED)            | 18:58,4 | 02:05,5   |
| 16 | Hemus 1896 Troyan (BUL)            | 19:22,7 | 02:29,8   |
| 17 | Moldova (MOL)                      | 19:42,5 | 02:49,6   |

### Etapa 1
Luni, 1 iulie: Marghita –Satu Mare - Baia Mare, 168 km
Clasamentul etapei
|    | Ciclist                    | Echipa                       | Timpul  |
| -- | -------------------------- | ---------------------------- | ------- |
| 1  | Bolzan Riccardo (ITA)      | Cycling Team Friulli         | 3:40:55 |
| 2  | Eric Baumann (GER)         | Team Ur-Krostitzer-Univega   | a.t.    |
| 3  | Alex Buttazzoni (ITA)      | Cycling Team Friulli         | a.t.    |
| 4  | Joris De Boer (NED)        | Ruiter Dakkapellen Wieleream | a.t.    |
| 5  | Stevic Ivan (SRB)          | Tușnad Cycling Team          | a.t.    |
| 6  | Feritcan Samli (TUR)       | Brisasport                   | a.t.    |
| 7  | Tobias Barkschat (GER)     | Team Ur-Krostitzer-Univega   | a.t.    |
| 8  | Gokhan Hasta (TUR)         | Brisasport                   | a.t.    |
| 9  | Riccardo Stacchiotti (ITA) | Vini Fantini Italia          | a.t.    |
| 10 | Vitaliy Buts (UKR)         | Kolss Cycling Team           | a.t.    |

### Etapa 2
Marți, 2 iulie: Reghin – Miercurea Ciuc, 136 km
|    | Ciclist                    | Echipa               | Timpul  |
| -- | -------------------------- | -------------------- | ------- |
| 1  | Georgios Bouglas (GER)     | Tableware            | 3:09:31 |
| 2  | Joaquin Sobrino (ESP)      | Tableware            | a.t.    |
| 3  | Vitaliy Buts (UKR)         | Kolss Cycling Team   | a.t.    |
| 4  | Michele Viola (ITA)        | Vini Fantini Italia  | a.t.    |
| 5  | Stevic Ivan (SRB)          | Tușnad Cycling Team  | a.t.    |
| 6  | Bolzan Riccardo (ITA)      | Cycling Team Friulli | a.t.    |
| 7  | Mykhaylo Kononenko (UKR)   | Kolss Cycling Team   | a.t.    |
| 8  | Riccardo Stacchiotti (ITA) | Vini Fantini Italia  | a.t.    |
| 9  | Volodymyr Zagorodniy (UKR) | Kolss Cycling Team   | a.t.    |
| 10 | Zsolt Der (HUN)            | Utensilnord ora24.eu | a.t.    |

|    | Ciclist                    | Echipa              | Timpul  |
| -- | -------------------------- | ------------------- | ------- |
| 1  | Vitaliy Buts (UKR)         | Kolss Cycling Team  | 7:07:14 |
| 2  | Mykhaylo Kononenko (UKR)   | Kolss Cycling Team  | 7:07:18 |
| 3  | Andrii Khripta (UKR)       | Kolss Cycling Team  | a.t.    |
| 4  | Volodymyr Zagorodniy (UKR) | Kolss Cycling Team  | a.t.    |
| 5  | Stevic Ivan (SRB)          | Tușnad Cycling Team | 7:07:25 |
| 6  | Oleg Bedros (ROU)          | Tușnad Cycling Team | a.t.    |
| 7  | Alexander Braico (MDA)     | Tușnad Cycling Team | a.t.    |
| 8  | Sergiu Cioban (MDA)        | Tușnad Cycling Team | a.t.    |
| 9  | Nicolae Tanovitkhii (MDA)  | Tușnad Cycling Team | a.t.    |
| 10 | Sergio Carasco (ESP)       | Tușnad Cycling Team | a.t.    |

### Etapa 3
Miercuri, 3 iulie: Bicaz – Roman – Botoșani, 198 km
|    | Ciclist                            | Echipa                       | Timpul  |
| -- | ---------------------------------- | ---------------------------- | ------- |
| 1  | Eduard Grosu (ROU)                 | Romania                      | 4:47:50 |
| 2  | Stevic Ivan (SRB)                  | Tușnad Cycling Team          | a.t.    |
| 3  | Eric Baumann (GER)                 | Team Ur-Krostitzer-Univega   | a.t.    |
| 4  | Georgios Bouglas (GRE)             | Tableware                    | 4:47:50 |
| 5  | Joris De Boer (NED)                | Ruiter Dakkapellen Wieleream | a.t.    |
| 6  | Aleksandar Alekseev Aleksiev (BUL) | Brisasport                   | a.t.    |
| 7  | Zsolt Der (HUN)                    | Utensilnord ora24.eu         | a.t.    |
| 8  | Cazzola Daniele (ITA)              | Cycling Team Friulli         | a.t.    |
| 9  | Bolzan Riccardo (ITA)              | Cycling Team Friulli         | a.t.    |
| 10 | Krisztian Lovassy (HUN)            | Utensilnord ora24.eu         | a.t.    |

|    | Ciclist                    | Echipa               | Timpul   |
| -- | -------------------------- | -------------------- | -------- |
| 1  | Vitaliy Buts (UKR)         | Kolss Cycling Team   | 11:55:04 |
| 2  | Krisztian Lovassy (HUN)    | Utensilnord ora24.eu | 11:55:08 |
| 3  | Volodymyr Zagorodniy (UKR) | Kolss Cycling Team   | a.t.     |
| 4  | Mykhaylo Kononenko (UKR)   | Kolss Cycling Team   | a.t.     |
| 5  | Andrii Khripta (UKR)       | Kolss Cycling Team   | a.t.     |
| 6  | Stevic Ivan (SRB)          | Tușnad Cycling Team  | 11:55:09 |
| 7  | Carasco Sergio (ESP)       | Tușnad Cycling Team  | 11:55:15 |
| 8  | Sergiu Cioban (MDA)        | Tușnad Cycling Team  | a.t.     |
| 9  | Oleg Bedros (ROU)          | Tușnad Cycling Team  | a.t.     |
| 10 | Alexander Braico (ROU)     | Tușnad Cycling Team  | a.t.     |

### Etapa 4
Joi, 4 iulie: Botoșani – Iași – Vaslui, 189 km
|    | Ciclist                 | Echipa                       | Timpul  |
| -- | ----------------------- | ---------------------------- | ------- |
| 1  | Vitaliy Buts (UKR)      | Kolss Cycling Team           | 4:15:56 |
| 2  | Antonio Viola (ITA)     | Vini Fantini Italia          | a.t.    |
| 3  | Eduard Grosu (ROU)      | Romania                      | a.t.    |
| 4  | Eric Baumann (GER)      | Team Ur-Krostitzer-Univega   | a.t.    |
| 5  | Alex Buttazzoni (ITA)   | Cycling Team Friulli         | a.t.    |
| 6  | Joaquin Sobrino (ESP)   | Tableware                    | a.t.    |
| 7  | Stevic Ivan (SRB)       | Tușnad Cycling Team          | a.t.    |
| 8  | Krisztian Lovassy (HUN) | Utensilnord ora24.eu         | a.t.    |
| 9  | Joris De Boer (NED)     | Ruiter Dakkapellen Wieleream | a.t.    |
| 10 | Mick Du Prie (NED)      | Wilton Care4Bikes            | a.t.    |

|    | Ciclist                    | Echipa              | Timpul   |
| -- | -------------------------- | ------------------- | -------- |
| 1  | Vitaliy Buts (UKR)         | Kolss Cycling Team  | 16:10:50 |
| 2  | Andrii Khripta (UKR)       | Kolss Cycling Team  | 16:11:04 |
| 3  | Volodymyr Zagorodniy (UKR) | Kolss Cycling Team  | 16:11:04 |
| 4  | Mykhaylo Kononenko (UKR)   | Kolss Cycling Team  | a.t.     |
| 5  | Stevic Ivan (SRB)          | Tușnad Cycling Team | 16:11:05 |
| 6  | Oleg Bedros (ROU)          | Tușnad Cycling Team | 16:11:11 |
| 7  | Alexander Braico (MDA)     | Tușnad Cycling Team | a.t.     |
| 8  | Carasco Sergio (ESP)       | Tușnad Cycling Team | a.t.     |
| 9  | Nicolae Tanovitkhii (MDA)  | Tușnad Cycling Team | a.t.     |
| 10 | Sergiu Cioban (MDA)        | Tușnad Cycling Team | a.t.     |

### Etapa 5
Vineri, 5 iulie: Vaslui – Galați, 188 km
| 0 | Ciclist                | Echipa              | Timpul  |
| - | ---------------------- | ------------------- | ------- |
| 1 | Georgios Bouglas (GRE) | Tableware           | 3:50:21 |
| 2 | Antonio Viola (ITA)    | Vini Fantini Italia | 3:50:23 |
| 3 | Eduard Grosu (ROU)     | Romania             | a.t.    |

| 0 | Ciclist                  | Echipa              | Timpul |
| - | ------------------------ | ------------------- | ------ |
| 1 | Vitaliy Buts (UKR)       | Kolss Cycling Team  |        |
| 2 | Mykhaylo Kononenko (UKR) | Kolss Cycling Team  |        |
| 3 | Ivan Stevic (SRB)        | Tușnad Cycling Team |        |

### Etapa 6
Sâmbătă, 6 iulie: București, 80 km
Inițial etapa a șasea trebuia să se desfășoare pe traseul Buzău – București (134 km), dar din cauza faptului că nu s-au putut obține autorizațiile necesare pentru închiderea drumurilor s-a luat decizia ca aceasta să se fie înlocuită cu un traseu de 25 de tururi în jurul Palatului Parlamentului din capitală. În ziua întrecerii însă, etapa a fost anulată din cauza vremii nefavorabile cu opt tururi înainte de final, iar ucraineanul Vitaliy Buts a fost desemnat câștigător al Turului României 2013, Georgios Bouglas a primit tricoul alb-TNT pentru combativitate, Henner Rodel tricoul roșu-Bellotto pentru cel mai bun sprinter, Oleg Bedros tricoul albastru-Apemin Tușnad pentru cel mai bun rutier român, Eduard Grosu tricoul tricolor-COSR pentru cel mai bun ciclist român sub 23 de ani, iar Victor De la Parte Gonzales tricoul verde-Mol România pentru cel mai bun cățărător.

## Lista rutierilor
| Tușnad Cycling Team (ROM) · TCT | Tușnad Cycling Team (ROM) · TCT | Tușnad Cycling Team (ROM) · TCT | Tușnad Cycling Team (ROM) · TCT |
| ------------------------------- | ------------------------------- | ------------------------------- | ------------------------------- |
| #                               |                                 | Ani                             | Poz                             |
| 1                               | Ivan Stevic (SRB)               | 33                              |                                 |
| 2                               | Carol Eduard Novak (ROU)        | 36                              |                                 |
| 3                               | Sergio Carasco (ESP)            | 28                              |                                 |
| 4                               | Nicolae Tanovitkhii (MDA)       | 19                              |                                 |
| 5                               | Sergiu Cioban (MDA)             | 25                              |                                 |
| 6                               | Alexander Braico (MDA)          | 25                              |                                 |
| 7                               | Oleg Bedros (ROU)               | 25                              |                                 |

| Tableware (GRE) · SPT | Tableware (GRE) · SPT        | Tableware (GRE) · SPT | Tableware (GRE) · SPT |
| --------------------- | ---------------------------- | --------------------- | --------------------- |
| #                     |                              | Ani                   | Poz                   |
| 8                     | Victor De La Parte (ESP)     | 27                    |                       |
| 9                     | Joaquin Sobrino (ESP)        | 31                    |                       |
| 10                    | Peter Van Dijk (NED)         | 27                    |                       |
| 11                    | Georgios Karatzios (GRE)     | 22                    |                       |
| 12                    | Georgios Bouglas (GRE)       | 22                    |                       |
| 13                    | Neofytos Sakellaridis (GRE)  | 24                    |                       |
| 14                    | Vasileios Simantirakis (GRE) | 24                    |                       |

| Team Ur-Krostitzer-Univega (GER) · UNI | Team Ur-Krostitzer-Univega (GER) · UNI | Team Ur-Krostitzer-Univega (GER) · UNI | Team Ur-Krostitzer-Univega (GER) · UNI |
| -------------------------------------- | -------------------------------------- | -------------------------------------- | -------------------------------------- |
| #                                      |                                        | Ani                                    | Poz                                    |
| 15                                     | Eric Baumann (GER)                     | 33                                     |                                        |
| 16                                     | Tobias Barkschat (GER)                 | 22                                     |                                        |
| 17                                     | Stefan Gaebel (GER)                    | 44                                     |                                        |
| 18                                     | Johannes Heider (GER)                  | 25                                     |                                        |
| 19                                     | Henner Rodel (GER)                     | 28                                     |                                        |
| 21                                     | Mathias Wiele (GER)                    | 27                                     |                                        |

| România (ROM) · ROU | România (ROM) · ROU      | România (ROM) · ROU | România (ROM) · ROU |
| ------------------- | ------------------------ | ------------------- | ------------------- |
| #                   |                          | Ani                 | Poz                 |
| 22                  | Andrei Nechita (ROU)     | 25                  |                     |
| 23                  | Eduard Grosu (ROU)       | 20                  |                     |
| 24                  | Nandor Lazar (ROU)       | 21                  |                     |
| 25                  | Szabolsc Sebestyen (ROU) | 21                  |                     |
| 26                  | Zoltan Sipos (ROU)       | 21                  |                     |
| 28                  | Tamas Csicsaki (ROU)     | 33                  |                     |

| Dinamo Mazicon (ROM) · DIN | Dinamo Mazicon (ROM) · DIN | Dinamo Mazicon (ROM) · DIN | Dinamo Mazicon (ROM) · DIN |
| -------------------------- | -------------------------- | -------------------------- | -------------------------- |
| #                          |                            | Ani                        | Poz                        |
| 29                         | Peter Schulting (NED)      | 25                         |                            |
| 30                         | George Wolters (GER)       | 42                         |                            |
| 31                         | Bogdan Coman (ROU)         | 22                         |                            |
| 32                         | Florin Saveliu (ROU)       | 34                         |                            |
| 33                         | Istvan Terebesi (ROU)      | 19                         |                            |
| 34                         | Adrian Nițu (ROU)          | 23                         |                            |
| 35                         | Norbert Szabo (ROU)        | 20                         |                            |

| Kolss Cycling Team (UKR) · KOL | Kolss Cycling Team (UKR) · KOL | Kolss Cycling Team (UKR) · KOL | Kolss Cycling Team (UKR) · KOL |
| ------------------------------ | ------------------------------ | ------------------------------ | ------------------------------ |
| #                              |                                | Ani                            | Poz                            |
| 36                             | Andriy Vasylyuk (UKR)          | 25                             |                                |
| 37                             | Andriy Khripta (UKR)           | 26                             |                                |
| 38                             | Mikhaylo Kononenko (UKR)       | 25                             |                                |
| 39                             | Oleksandr Kvachuk (UKR)        | 29                             |                                |
| 40                             | Volodymyr Zagorodniy (UKR)     | 32                             |                                |
| 41                             | Vitaliy Buts (UKR)             | 26                             |                                |
| 42                             | Valeriy Kobzarenko (UKR)       | 36                             |                                |

| Cycling Team Friulli (ITA) · CTF | Cycling Team Friulli (ITA) · CTF | Cycling Team Friulli (ITA) · CTF | Cycling Team Friulli (ITA) · CTF |
| -------------------------------- | -------------------------------- | -------------------------------- | -------------------------------- |
| #                                |                                  | Ani                              | Poz                              |
| 43                               | Alex Buttazzoni (ITA)            | 28                               |                                  |
| 44                               | Francesco Magrin (ITA)           | 19                               |                                  |
| 45                               | Christian Grazian (ITA)          | 23                               |                                  |
| 46                               | Marco Pizzinato (ITA)            | 22                               |                                  |
| 47                               | Riccardo Bolzan (ITA)            | 23                               |                                  |
| 48                               | Fuzas Marco (ITA)                | 23                               |                                  |
| 49                               | Cazzola Daniele (ITA)            | 20                               |                                  |

| Vini Fantini (ITA) · VIN | Vini Fantini (ITA) · VIN   | Vini Fantini (ITA) · VIN | Vini Fantini (ITA) · VIN |
| ------------------------ | -------------------------- | ------------------------ | ------------------------ |
| #                        |                            | Ani                      | Poz                      |
| 50                       | Antonio Viola (ITA)        | 22                       |                          |
| 51                       | Gianni D'Intino (ITA)      | 20                       |                          |
| 52                       | Giuseppe Fonzi (ITA)       | 21                       |                          |
| 53                       | Moreno Gianpaolo (ITA)     | 21                       |                          |
| 54                       | Luca Sterbini (ITA)        | 20                       |                          |
| 55                       | Riccardo Stacchiotti (ITA) | 21                       |                          |
| 56                       | Michele Viola (ITA)        | 21                       |                          |

| Moldova (MDA) · MDA | Moldova (MDA) · MDA     | Moldova (MDA) · MDA | Moldova (MDA) · MDA |
| ------------------- | ----------------------- | ------------------- | ------------------- |
| #                   |                         | Ani                 | Poz                 |
| 57                  | Iulian Braicov (MDA)    | 19                  |                     |
| 58                  | Andrei Sobennicov (MDA) | 25                  |                     |
| 59                  | Vladimir Croitor (MDA)  | 19                  |                     |
| 60                  | Victor Cartin (MDA)     | 20                  |                     |
| 61                  | Andrei Vrabii (MDA)     | 21                  |                     |

| Hemus 1896 Troyan (BUL) · HEM | Hemus 1896 Troyan (BUL) · HEM | Hemus 1896 Troyan (BUL) · HEM | Hemus 1896 Troyan (BUL) · HEM |
| ----------------------------- | ----------------------------- | ----------------------------- | ----------------------------- |
| #                             |                               | Ani                           | Poz                           |
| 64                            | Pavlin Balinski (BUL)         | 24                            |                               |
| 65                            | Marko Polumirac (SRB)         | 19                            |                               |
| 66                            | Stanimir Cholakov (BUL)       | 21                            |                               |
| 67                            | Plamen Dimov (BUL)            | 33                            |                               |
| 68                            | Marko Stankovic (SRB)         | 24                            |                               |
| 69                            | Gregor Bucar (SLO)            | 19                            |                               |
| 70                            | Domen Verac (SLO)             | 22                            |                               |

| RPM Team Ecuador (ECU) · RPM | RPM Team Ecuador (ECU) · RPM | RPM Team Ecuador (ECU) · RPM | RPM Team Ecuador (ECU) · RPM |
| ---------------------------- | ---------------------------- | ---------------------------- | ---------------------------- |
| #                            |                              | Ani                          | Poz                          |
| 71                           | Segundo Navarrete (ECU)      | 28                           |                              |
| 72                           | Jose Ragonessi (ECU)         | 28                           |                              |
| 73                           | Jorge Montenegro (ECU)       | 24                           |                              |
| 74                           | Carlos Quishpe (ECU)         | 21                           |                              |
| 75                           | Richard Carapaz (ECU)        | 20                           |                              |
| 76                           | Sebastian Rodriguez (ECU)    | 19                           |                              |

| Ruiter Dakkapellen Wieleream (NED) · RUI | Ruiter Dakkapellen Wieleream (NED) · RUI | Ruiter Dakkapellen Wieleream (NED) · RUI | Ruiter Dakkapellen Wieleream (NED) · RUI |
| ---------------------------------------- | ---------------------------------------- | ---------------------------------------- | ---------------------------------------- |
| #                                        |                                          | Ani                                      | Poz                                      |
| 78                                       | John Meewisse (NED)                      | 18                                       |                                          |
| 79                                       | Joris De Boer (NED)                      | 23                                       |                                          |
| 80                                       | Rick Van Breda (NED)                     | 23                                       |                                          |
| 81                                       | Stijn Bankras (NED)                      | 18                                       |                                          |
| 82                                       | Hillard Cijntje (NED)                    | 21                                       |                                          |
| 83                                       | Jenning Huizenga (NED)                   | 29                                       |                                          |
| 84                                       | Leander Scheurs (NED)                    | 27                                       |                                          |

| Brisasport (TUR) · BRI | Brisasport (TUR) · BRI    | Brisasport (TUR) · BRI | Brisasport (TUR) · BRI |
| ---------------------- | ------------------------- | ---------------------- | ---------------------- |
| #                      |                           | Ani                    | Poz                    |
| 92                     | Kemal Kucukbay (TUR)      | 30                     |                        |
| 93                     | Feritcan Samli (TUR)      | 19                     |                        |
| 94                     | Riza Tandriverdi (TUR)    | 21                     |                        |
| 95                     | Stefan Hristov (BUL)      | 27                     |                        |
| 96                     | Georgi Georgiev (BUL)     | 27                     |                        |
| 97                     | Aleksandar Aleksiev (BUL) | 20                     |                        |
| 98                     | Gokhan Hasta (TUR)        | 22                     |                        |

| Utensilnord ora24.eu (HUN) · UTE | Utensilnord ora24.eu (HUN) · UTE | Utensilnord ora24.eu (HUN) · UTE | Utensilnord ora24.eu (HUN) · UTE |
| -------------------------------- | -------------------------------- | -------------------------------- | -------------------------------- |
| #                                |                                  | Ani                              | Poz                              |
| 99                               | Rida Cador (HUN)                 | 32                               |                                  |
| 100                              | Zsolt Der (HUN)                  | 30                               |                                  |
| 101                              | Peter Kusztor (HUN)              | 28                               |                                  |
| 102                              | Krisztian Lovassy (HUN)          | 25                               |                                  |
| 103                              | Peter Palotai (HUN)              | 21                               |                                  |
| 104                              | Peter Simon (HUN)                | 21                               |                                  |
| 105                              | Abel Kenyeres (HUN)              | 19                               |                                  |

| Petrolul Ploiești (ROM) · PPL | Petrolul Ploiești (ROM) · PPL | Petrolul Ploiești (ROM) · PPL | Petrolul Ploiești (ROM) · PPL |
| ----------------------------- | ----------------------------- | ----------------------------- | ----------------------------- |
| #                             |                               | Ani                           | Poz                           |
| 106                           | Alexandru Ciocan (ROU)        | 35                            |                               |
| 107                           | Valentin Pleșea (ROU)         | 19                            |                               |
| 108                           | Nicolae Țintea (ROU)          | 22                            |                               |
| 109                           | Daniel Crista (ROU)           | 22                            |                               |
| 110                           | Lucian Oprea (ROU)            | 19                            |                               |

| Wilton Care4Bikes (NED) · WIL | Wilton Care4Bikes (NED) · WIL | Wilton Care4Bikes (NED) · WIL | Wilton Care4Bikes (NED) · WIL |
| ----------------------------- | ----------------------------- | ----------------------------- | ----------------------------- |
| #                             |                               | Ani                           | Poz                           |
| 113                           | Erwin Broers (NED)            | 21                            |                               |
| 114                           | Olaf Oussoren (NED)           | 20                            |                               |
| 115                           | Stefan Breemes (NED)          | 25                            |                               |
| 116                           | Bob Van Den Hengel (NED)      | 20                            |                               |
| 117                           | Mick Du Prie (NED)            | 26                            |                               |
| 118                           | Khalid Bounida (MAR)          | 21                            |                               |
| 119                           | Jorn Teer (NED)               | 19                            |                               |

| Bulgaria (BUL) · BUL | Bulgaria (BUL) · BUL   | Bulgaria (BUL) · BUL | Bulgaria (BUL) · BUL |
| -------------------- | ---------------------- | -------------------- | -------------------- |
| #                    |                        | Ani                  | Poz                  |
| 120                  | Borislav Ivanov (BUL)  | 24                   |                      |
| 121                  | Kiril Radoslavov (BUL) | 33                   |                      |
| 122                  | Yordan Andreev (BUL)   | 18                   |                      |
| 123                  | Mario Suchev (BUL)     | 18                   |                      |
| 124                  | Spas Gyurov (BUL)      | 27                   |                      |
| 125                  | Evgeni Gerganov (BUL)  | 37                   |                      |
| 126                  | Momchil Robov (BUL)    | 20                   |                      |